# Debajo del mundo
Debajo del mundo es una película argentina-checa histórica y dramática escrita y dirigida por Beda Docampo Feijóo y Juan Bautista Stagnaro. Es protagonizada por Sergio Renán, Bárbara Mujica, Víctor Laplace y Gabriela Toscano. Fue filmada en Eastmancolor y se estrenó el 16 de abril de 1987.
Basada en hechos reales, relata la historia de una familia que escapó a la invasión alemana a Polonia durante la Segunda Guerra Mundial; luego de la cual tres sobrevivientes de la familia se mudaron a Buenos Aires en 1952.

## Sinopsis
Cuando los nazis comienzan a invadir Polonia durante la Segunda Guerra Mundial, una familia de judíos busca refugio en un pozo oculto bajo tierra, el cual se encuentra justo debajo del camino por donde pasará el ejército alemán.

## Reparto
| Actor            | Personaje |
| ---------------- | --------- |
| Sergio Renán     |           |
| Bárbara Mujica   |           |
| Víctor Laplace   |           |
| Gabriela Toscano |           |
| Oscar Ferrigno   |           |
| Gabriel Rovito   |           |
| Gabriel Gibot    |           |
| Paula Canals     |           |
| Bruno Stagnaro   |           |
| Jan Pohan        |           |
| Karel Chromik    |           |
| Jorge Sabaté     |           |
| Carlos De Mateis |           |
| Tomás Voth       |           |

## Comentarios
Diario Popular escribió:

«Defensa de la dignidad personal.»

Paraná Sendrós en Ámbito Financiero dijo:

«La supervivencia, tema de digno film.»

Daniel López en La Razón opinó:

«El film es a todas luces ajeno, impresión que se refuerza cuando por ejemplo los actores hablan en argentino y rezan en polaco.»

Manrupe y Portela escriben:

«Acercamiento fuera de lo común a una historia verdadera de la Segunda Guerra Mundial. Con notorias limitaciones de producción, pero en un nivel aceptable. Un hijo, sobreviviente de la familia, protagonista y residente en Argentina, coprodujo el film.»